# Coppa del Mondo di salto con gli sci 2005
La Coppa del Mondo di salto con gli sci 2005, ventiseiesima edizione della manifestazione organizzata dalla Federazione Internazionale Sci, ebbe inizio il 27 novembre 2004 a Kuusamo, in Finlandia, e si concluse il 20 marzo 2005 a Planica, in Slovenia. Furono disputate le 28 gare individuali previste, tutte maschili, in 19 differenti località: 24 su trampolino lungo, 4 su trampolino per il volo (nessuna su trampolino normale). Furono inserite nel calendario 2 gare a squadre, valide ai fini della classifica per nazioni.
Nel corso della stagione si tennero a Oberstdorf i Campionati mondiali di sci nordico 2005, non validi ai fini della Coppa del Mondo, il cui calendario contemplò dunque un'interruzione nel mese di febbraio.
Il finlandese Janne Ahonen si aggiudicò sia la coppa di cristallo, il trofeo assegnato al vincitore della classifica generale, sia il Torneo dei quattro trampolini; il suo connazionale Matti Hautamäki vinse il Nordic Tournament. Ahonen era il detentore uscente della Coppa generale, Sigurd Pettersen del Torneo.

## Modifiche regolamentari
A partire da questa stagione la FIS ha imposto nuove regole che vincolano la lunghezza degli sci all'altezza e al peso del saltatore; dopo la vasta eco suscitata dall'anoressia nervosa di Sven Hannawald, uno dei saltatori più celebri, si è cercato di scoraggiare l'eccessiva magrezza penalizzando gli atleti troppo esili, costringendoli a usare sci più corti.
Un'altra modifica introdotta fu quella relativa al sistema di misurazione dei trampolini: anziché il tradizionale punto K, come riferimento venne adottata la lunghezza complessiva del pendio (hill size, HS).

## Risultati
| Data                          | Località               | Nazione   | Trampolino                  | Spec. | Primo                                                                        | Secondo                                                                  | Terzo                                                                        |
| ----------------------------- | ---------------------- | --------- | --------------------------- | ----- | ---------------------------------------------------------------------------- | ------------------------------------------------------------------------ | ---------------------------------------------------------------------------- |
| 27 novembre 2004              | Kuusamo                | Finlandia | Rukatunturi HS142           | LH    | Janne Ahonen                                                                 | Alexander Herr                                                           | Martin Höllwarth                                                             |
| 28 novembre 2004              | Kuusamo                | Finlandia | Rukatunturi HS142           | LH    | Janne Ahonen                                                                 | Thomas Morgenstern                                                       | Jakub Janda                                                                  |
| 4 dicembre 2004               | Trondheim              | Norvegia  | Granåsen HS131              | LH    | Janne Ahonen                                                                 | Jakub Janda                                                              | Andreas Widhölzl                                                             |
| 5 dicembre 2004               | Trondheim              | Norvegia  | Granåsen HS131              | LH    | Janne Ahonen                                                                 | Martin Höllwarth                                                         | Andreas Widhölzl                                                             |
| 11 dicembre 2004              | Harrachov              | Rep. Ceca | Čerťák HS134                | LH    | Adam Małysz                                                                  | Janne Ahonen                                                             | Georg Späth                                                                  |
| 12 dicembre 2004              | Harrachov              | Rep. Ceca | Čerťák HS134                | LH    | Janne Ahonen                                                                 | Roar Ljøkelsøy                                                           | Jakub Janda                                                                  |
| 18 dicembre 2004              | Engelberg              | Svizzera  | Gross-Titlis-Schanze HS137  | LH    | Janne Ahonen                                                                 | Thomas Morgenstern                                                       | Jakub Janda                                                                  |
| 19 dicembre 2004              | Engelberg              | Svizzera  | Gross-Titlis-Schanze HS137  | LH    | Janne Ahonen                                                                 | Jakub Janda                                                              | Martin Höllwarth                                                             |
| Torneo dei quattro trampolini |                        |           |                             |       |                                                                              |                                                                          |                                                                              |
| 29 dicembre 2004              | Oberstdorf             | Germania  | Schattenberg HS137          | LH    | Janne Ahonen                                                                 | Roar Ljøkelsøy                                                           | Adam Małysz                                                                  |
| 1º gennaio 2005               | Garmisch-Partenkirchen | Germania  | Große Olympiaschanze HS125  | LH    | Janne Ahonen                                                                 | Thomas Morgenstern                                                       | Georg Späth                                                                  |
| 3 gennaio 2005                | Innsbruck              | Austria   | Bergisel HS130              | LH    | Janne Ahonen                                                                 | Adam Małysz                                                              | Jakub Janda                                                                  |
| 6 gennaio 2005                | Bischofshofen          | Austria   | Paul Ausserleitner HS140    | LH    | Martin Höllwarth                                                             | Janne Ahonen                                                             | Daiki Itō                                                                    |
| 8 gennaio 2005                | Willingen              | Germania  | Mühlenkopf HS145            | TL    | Germania Maximilian Mechler Michael Uhrmann Alexander Herr Georg Späth       | Finlandia Matti Hautamäki Risto Jussilainen Tami Kiuru Janne Ahonen      | Austria Andreas Widhölzl Wolfgang Loitzl Thomas Morgenstern Martin Höllwarth |
| 9 gennaio 2005                | Willingen              | Germania  | Mühlenkopf HS145            | LH    | Janne Ahonen                                                                 | Martin Höllwarth                                                         | Andreas Küttel                                                               |
| 15 gennaio 2005               | Tauplitz               | Austria   | Kulm HS200                  | FH    | Andreas Widhölzl                                                             | Roar Ljøkelsøy                                                           | Adam Małysz                                                                  |
| 16 gennaio 2005               | Tauplitz               | Austria   | Kulm HS200                  | FH    | Adam Małysz                                                                  | Andreas Widhölzl                                                         | Risto Jussilainen                                                            |
| 22 gennaio 2005               | Titisee-Neustadt       | Germania  | Hochfirst HS142             | LH    | Janne Ahonen                                                                 | Jakub Janda                                                              | Thomas Morgenstern                                                           |
| 23 gennaio 2005               | Titisee-Neustadt       | Germania  | Hochfirst HS142             | LH    | Jakub Janda                                                                  | Adam Małysz                                                              | Risto Jussilainen                                                            |
| 29 gennaio 2005               | Zakopane               | Polonia   | Wielka Krokiew HS134        | LH    | Roar Ljøkelsøy Adam Małysz                                                   |                                                                          | Risto Jussilainen                                                            |
| 30 gennaio 2005               | Zakopane               | Polonia   | Wielka Krokiew HS134        | LH    | Adam Małysz                                                                  | Janne Ahonen                                                             | Roar Ljøkelsøy                                                               |
| 5 febbraio 2005               | Sapporo                | Giappone  | Ōkurayama HS134             | LH    | Kazuyoshi Funaki                                                             | Thomas Morgenstern                                                       | Roar Ljøkelsøy                                                               |
| 6 febbraio 2005               | Sapporo                | Giappone  | Ōkurayama HS134             | LH    | Roar Ljøkelsøy                                                               | Risto Jussilainen                                                        | Thomas Morgenstern                                                           |
| 11 febbraio 2005              | Pragelato              | Italia    | Stadio del Trampolino HS140 | LH    | Matti Hautamäki                                                              | Michael Uhrmann                                                          | Thomas Morgenstern                                                           |
| 12 febbraio 2005              | Pragelato              | Italia    | Stadio del Trampolino HS140 | TL    | Austria Andreas Widhölzl Wolfgang Loitzl Thomas Morgenstern Martin Höllwarth | Slovenia Primož Peterka Robert Kranjec Rok Benkovič Jernej Damjan        | Germania Jörg Ritzerfeld Martin Schmitt Stephan Hocke Michael Uhrmann        |
| 5 marzo 2005                  | Lahti                  | Finlandia | Salpausselkä HS130          | TL    | Norvegia Bjørn Einar Romøren Henning Stensrud Daniel Forfang Roar Ljøkelsøy  | Finlandia Jussi Hautamäki Risto Jussilainen Matti Hautamäki Janne Ahonen | Austria Wolfgang Loitzl Florian Liegl Thomas Morgenstern Martin Höllwarth    |
| Nordic Tournament             |                        |           |                             |       |                                                                              |                                                                          |                                                                              |
| 6 marzo 2005                  | Lahti                  | Finlandia | Salpausselkä HS130          | LH    | Matti Hautamäki                                                              | Roar Ljøkelsøy                                                           | Thomas Morgenstern                                                           |
| 9 marzo 2005                  | Kuopio                 | Finlandia | Puijo HS127                 | LH    | Matti Hautamäki                                                              | Roar Ljøkelsøy                                                           | Jakub Janda                                                                  |
| 11 marzo 2005                 | Lillehammer            | Norvegia  | Lysgårdsbakken HS134        | LH    | Matti Hautamäki                                                              | Sigurd Pettersen                                                         | Lars Bystøl                                                                  |
| 13 marzo 2005                 | Oslo                   | Norvegia  | Holmenkollen HS128          | LH    | Matti Hautamäki                                                              | Bjørn Einar Romøren                                                      | Michael Uhrmann                                                              |
| 19 marzo 2005                 | Planica                | Slovenia  | Letalnica HS215             | FH    | Matti Hautamäki                                                              | Andreas Widhölzl                                                         | Bjørn Einar Romøren                                                          |
| 20 marzo 2005                 | Planica                | Slovenia  | Letalnica HS215             | FH    | Bjørn Einar Romøren                                                          | Roar Ljøkelsøy                                                           | Andreas Widhölzl                                                             |

Legenda:

LH = trampolino lungo

FH = volo con gli sci

TL = gara a squadre

## Classifiche

### Generale
| Pos. | Nome               | Nazione   | Punti |
| ---- | ------------------ | --------- | ----- |
| 1    | Janne Ahonen       | Finlandia | 1715  |
| 2    | Roar Ljøkelsøy     | Norvegia  | 1440  |
| 3    | Matti Hautamäki    | Finlandia | 1275  |
| 4    | Adam Małysz        | Polonia   | 1201  |
| 5    | Martin Höllwarth   | Austria   | 1179  |
| 6    | Jakub Janda        | Rep. Ceca | 1164  |
| 7    | Thomas Morgenstern | Austria   | 1138  |
| 8    | Andreas Widhölzl   | Austria   | 999   |
| 9    | Michael Uhrmann    | Germania  | 804   |
| 10   | Lars Bystøl        | Norvegia  | 613   |

### Torneo dei quattro trampolini

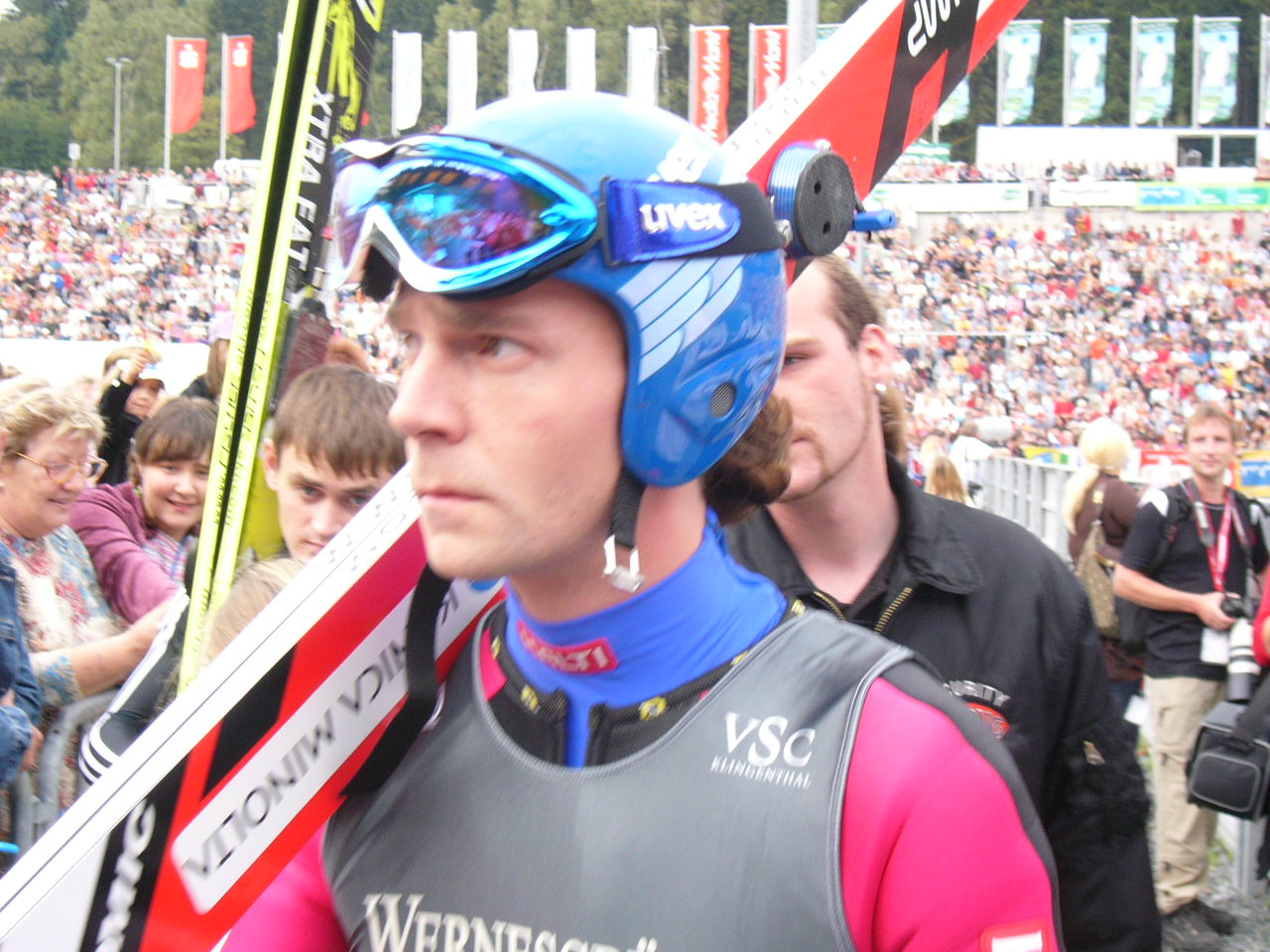
Janne Ahonen

| Pos. | Nome               | Nazione   | Punti |
| ---- | ------------------ | --------- | ----- |
| 1    | Janne Ahonen       | Finlandia | 1043  |
| 2    | Martin Höllwarth   | Austria   | 994   |
| 3    | Thomas Morgenstern | Austria   | 986   |
| 4    | Adam Małysz        | Polonia   | 985   |
| 5    | Jakub Janda        | Rep. Ceca | 973   |

### Nordic Tournament
| Pos. | Nome            | Nazione   | Punti |
| ---- | --------------- | --------- | ----- |
| 1    | Matti Hautamäki | Finlandia | 1103  |
| 2    | Roar Ljøkelsøy  | Norvegia  | 1055  |
| 3    | Michael Uhrmann | Germania  | 1033  |
| 4    | Lars Bystøl     | Norvegia  | 1027  |
| 5    | Janne Ahonen    | Finlandia | 1011  |

### Nazioni

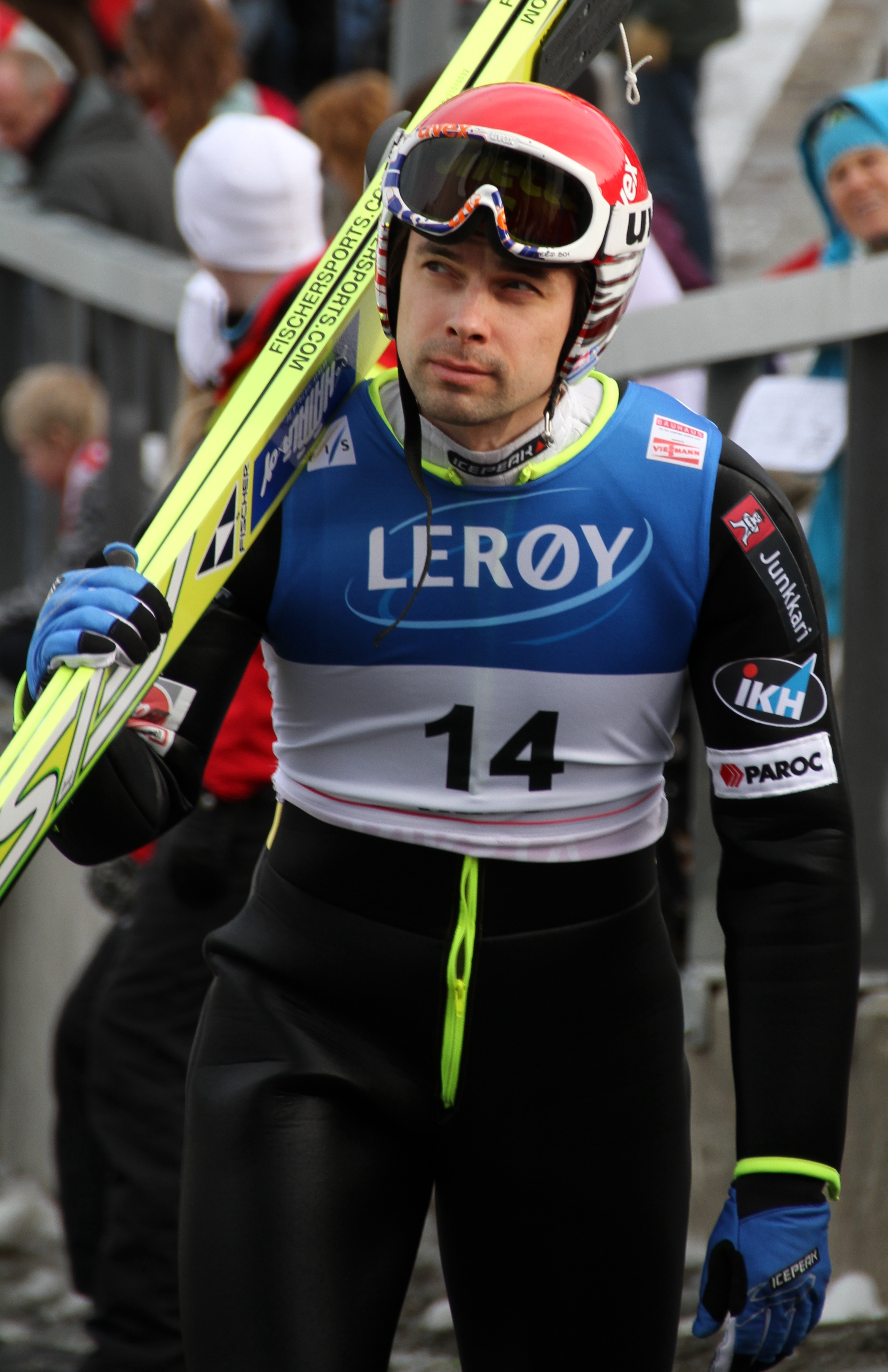
Matti Hautamäki

| Pos. | Nazione   | Punti |
| ---- | --------- | ----- |
| 1    | Austria   | 5102  |
| 2    | Finlandia | 4711  |
| 3    | Norvegia  | 4124  |
| 4    | Germania  | 3327  |
| 5    | Giappone  | 1816  |